# Alexander Moyzes
Alexander Moyzes (Kláštor pod Znievom, 4 settembre 1906 – Bratislava, 20 novembre 1984) è stato un compositore slovacco.

## Biografia
Figlio del compositore Mikuláš Moyzes, conseguì nel 1925 la maturità al ginnasio di Prešov. Successivamente e fino al 1930 fu al Conservatorio di Praga, ove ebbe come insegnanti Bedřich Wiedermann per l'organo, Otakar Šín per la composizione, Jozef Křička per la strumentazione, Karel Bohuslav Jirásek per le forme musicali e Otakar Ostrčil per la direzione. Nel 1928 accedette al corso di perfezionamento presso lo stesso Conservatorio ed ebbe come insegnante di composizione Vítězslav Novák. Nello stesso anno divenne professore di materie teoriche e composizione al Conservatorio di Bratislava, incarico in cui rimase fino al 1948 e che dal 1937 affiancò con l'attività di responsabile della sezione musicale della Radio cecoslovacca.
Dal 1948 al 1951 fu presidente della sezione slovacca dell'Unione dei Compositori cecoslovacchi. Dal 1949 al 1978 fu professore di composizione all'Alta scuola di arti musicali di Bratislava. Dal 1949 al 1953 fu pure direttore del Fondo slovacco per la musica. Nel 1953 fu direttore artistico del Collettivo popolare artistico slovacco. 
Nel 1965 divenne rettore dell'Alta scuola di arti musicali di Bratislava, ritenne quest'incarico fino al 1971. Dal 1969 al 1970 fu presidente dell'Unione dei Compositori slovacchi.

## Produzione
La sua produzione è molto vasta. Scrisse 12 sinfonie, il poema sinfonico Nikola Šuhaj, la cantata Demontáž. Con il Collettivo popolare artistico slovacco produsse molte opere, come ad esempio Tance z Pohronia ("Danze della regione del Hron"), Tance z Gemera ("Danze dalla regione di Gemer").

### Musica sinfonica
- Udatný kráľ (1965/66), per orchestra
- Suite dalle musica per il film Mladé srdcia, per orchestra sinfonica
- Sinfonia n. 1 in re maggiore, op. 31 (1928/1929, rev. 1936)
- Ouverture sinfonica, op.10 (1929)
- Sinfonia n. 2 in la minore, op. 16 (1932, rev. 1941)
- Concertino op. 18 per grande orchestra rev. 1941 come Concerto per pianoforte e orchestra, completato e arrangiato da Ivan Hrušovský nel 1995 (1933, rev. 1941)
- Nikola Šuhaj, ouverture drammatica per grande orchestra, op. 22 (1934)
- Jánošíkovi chlapci ("I ragazzi di Jánošík"), op. 21, preludio per piccola orchestra sinfonica (1934, rev. 1941)
- Suite dalle musica per il film su Milan Rastislav Štefánik, op.20 (1935)
- Tre sketch su Bratislava, op. 29 (1935)
- Váh, op. 26 (1935, rev. 1945)
- Piccola serenata, op. 32 per piccola orchestra (1937)
- Kyrie – Gloria per orchestra (1940)
- Sinfonia n. 3 in si maggiore, op. 17b. Piccola sinfonia (1942)
- Dolu Váhom (Giù per il Váh), suite romantica per piccola o grande orchestra, op. 27
- Sinfonia n. 4 mi bemolle maggiore, op. 38 (1947, rev. 1957)
- Sinfonia n. 5 in fa maggiore, secondo il lascito del mio caro padre, op. 39 (1948)
- Danza di briganti per orchestra sinfonica. Attorno al falò con i valacchi (1949)
- Danze della regione del Hron per grande orchestra, op. 44 (1950)
- Sinfonia n. 6 in sol maggiore, op. 45 "Dei pionieri" (1950/1951)
- Za vlasť, za mier! ("Per la Patria, per la pace!"), marcia sinfonica per grande orchestra, op. 47/c (1951)
- Februárová ("Di febbraio"). Preludio per grande orchestra, op. 48 (1952)
- Sinfonia n. 7, op. 50 (1954/55)
- Danze della regione di Gemer, op. 57. Suite per grande orchestra (1955)
- Sonatina giocosa, op. 57 (1962)
- Preludio per grande orchestra (1967)
- Sinfonia n. 8, op. 64 (1968/69)
- Partita in omaggio a mastro Pavol di Levoča, op. 67 per grande orchestra (anche pianoforte, organo) (1969, rev. 1969, 1970)
- Sinfonia n. 9, op. 69 (1970/71)
- Vatry na horách ("Falò in montagna"), op. 71 (1971)
- Stráž domova ("Guardia nazionale"), op. 70 (1972)
- Musica Istropolitana Koncertantná, preludio per orchestra da camera, op. 73 (1974)
- Hudba žene ("Musica alla donna"), Studio sinfonico per grande orchestra, op. 74 (1975)
- Povesť o Jánošíkovi ("La leggenda di Jánošík") Suite rapsodica per grande orchestra, op. 76 (1976)
- Sinfonia n. 10, op. 77 (1977/78)
- Sinfonia n. 11, op. 79 (1978)
- Marcia cerimoniale per grande orchestra (1979)
- Sinfonia n. 12, op. 83 (1983)

### Musica vocale e strumentale
- Demontáž (Sinfonia cantata), op. 12 (1930-1932)
- Na horách spievajú ("Sui monti cantano"), op. 15 (1933)
- Hájnikova žena ("La donna del guardiacaccia"), op. 27 (1936)
- Canzoni popolari slovacche, op. 36 (1940)
- Sinfonia da chiesa op. 36 (1941-1942)
- Hore dedinou ("Su al villaggio"), op. 31 (1937)
- Spievajú, hrajú, tancujú… ("Cantano, suonano, ballano...") (1937)
- Suite dalla musica per il dramma radiofonico su Milan Rastislav Štefánik (1934)
- Znejú piesne na chotári ("Cantano canzoni nei campi"), op. 40 (1948)
- Chceme mier! ("Vogliamo la pace!") Cantata popolare, op. 46 (1951)
- Baladická kantáta ("Cantata ballerina"), op. 55 (1960)

### Per strumenti solisti e orchestra
- Concerto per pianoforte e orchestra, op. postuma
- Concerto per violino e orchestra, op. 53 (1958)
- Concerto per flauto e orchestra, op. 61 (1967)

### Per strumenti solisti

#### Per pianoforte e pianoforte a quattro mani
- Sonata mi minore per pianoforte, op. 2 (1926/27, rev. 1942)
- Due fughe, op. 4 (1927)
- Charleston (1927)
- Slow fox (1927)
- Adagio, op. 2/2 (1929)
- Divertimento per pianoforte, op. 11 (1930)
- O Martičke, op. 11 (1930)
- Sonata jazzistica, op. 14 n. 2 (1930, rev. 1971)
- Sandy waltz, op. 14/3 (1932)
- Studio di fox, op. 14 n. 1 (1935)
- Impromptu, op. 14 n. 3 (1935)
- Danza di Myjava per pianoforte (1935)
- Suite, op. 5 (1942) [pf]
- Rapsodia di briganti per pianoforte, op. 52 (1957)
- Due studi in forma forme di Preludio e Fuga per pianoforte (1970)

#### Per organo
- Quattro pezzi in forma di sonata

#### Per liuto
- Preludio per liuto (1937)

### Per due strumenti
- Ballada alla una fantasia[1], per violino e pianoforte
- Sonata piccola, op. 63, per violino e pianoforte
- West-pocked suite, op. 6, per violino e pianoforte (1928)
- Suite poetica, op. 35 (1940), per violino e pianoforte
- Duettino per violino e pianoforte (1961)
- Piccola sonata per violino e pianoforte op. 63 (1967/68)
- Sonatina per flauto e chitarra, op. 75 (1976)

### Per tre strumenti
- Piccolo trio, op. 58 (1962), per violino, viola e violoncello
- Chodníčkami ("Per i sentieri") (1981), per violino, viola e violoncello

### Per quartetto d'archi
- Vznešený tanec ("Danza sublime"), op. 1
- Quartetto d'archi n. 1 in la minore, op. 7 (1929, rev. 1942)
- Quartetto d'archi n. 2 in re maggiore, op. 66 (1969)
- Quartetto d'archi n. 3, op. 83 (1981)
- Quartetto d'archi n. 4 op. 84 "Quartetto dedicato al mio nome" (1983)

### Per quintetto di fiati
- Quintetto di fiati in si maggiore, op. 17a (1933)

### Per otto strumenti
- Suite da camera, op.11 (1930)

### Per voce sola e pianoforte
- Ave Maria (1926, rev. 1980), per soprano
- Farby na palete ("Colori sulla tavolozza"), op. 5 (1928)
- Dodici canzoni popolari da Šariš, op.9 (1929)
- Piesne veľkej lásky ("Canzoni del grande amore") (1930)
- Sei canzoni popolari per basso, flauto e pianoforte, op.32 (1937)
- Štyri kone vrané ("Quattro cavalli giavazzi") (1937)
- Quattro canzoni popolari slovacche dalla Jugoslavia[2] (1937)
- Kto pán pod Poľanou ("Chi è il signore sotto il Poľana") (1941)
- Cesta ("La strada"), op. 19, ciclo di canzoni (1943)
- Canzoni popolari slovacche (1958)
- V jeseni ("In autunno"), op. 56 (1960), per mezzosoprano
- Due canzoni (1962)
- Ranná rosa ("Rugiada mattutina"), op. 59 (1963), per mezzosoprano

### Pezzi didattici
- Našim deťom ("Ai nostri bambini") (1943)
- Štyria hudci ("Quattro musici"), op. 57 (1961)
- Tre canzoni popolari per coro infantile e pianoforte (1979)
- Hráme v našom orchestri ("Suoniamo nella nostra orchestra"), op. 81 (1980)

### Arrangiamento di musica popolare
- Buchom s osekanci
- Dve pochodové piesne ("Due canzoni di marcia")
- Na Liptove ("Nel Liptov")
- Omilienci chodia
- Spievajže si, spievaj
- Musica per il primo programma del Collettivo popolare artistico slovacco, op. 42 (1949)
- Naša pieseň ("La nostra canzone"), op. 43 (1949)
- Canzoni di lavoratori e festa danzante, op. 42 (1949)
- Festa danzante, op. 43 (1949)
- Muzike, op. 44 (1950)
- V hore so sekerami ("Sul monte con le scuri"), op. 44 (1950)
- Cepíkový tanec, op. 44 (1951)
- Hukostav si postavíme, op. 47 (1951/1952)
- Brigádnicka častuška (1952)
- Festa danzante di Detva, op. 42 (1952)
- Canzoni di Detva, op. 44 (1952)
- Tanec starého Fedorčáka ("Danza del vecchio Fedorčák") (1952)
- Danza valacca per grande orchestra, op.44 (1952)
- Canzoni di briganti per coro dell'Už e orchestra, op. 44 (1953)
- Canzoni d'amore, op. 44 (1954)
- Danze di Čierny Balog, op. 44 (1954)
- Canzoni di minatori, op.49 (1956)
- Jarná voda ("Acqua di primavera") (1956)
- Zbojnícka rozprávka ("Favola di briganti"), op.53 (1956, rev. 1962)
- Pod naším Kriváňom ("Sotto il nostro Kriváň") (1956/57)
- Ej, hory, hory ("Ehi, i monti, i monti") (1958)
- Krádež z družstevného ("Il furto dalla cooperativa") (1958)
- Canzoni di Detva, op. 56 (1960)
- Ej, co to Bože, za strom (1961)
- Canzone del Danubio (1962)
- Kohútik spod Javoriny (1963)
- Ej, dolina, dolina ("Ehi, la valle, la valle"), op. 80a (1980)
- Canzoni e danze nuziali, op. 85 (1980, redig. 1984)

### Musica per teatro
- Najdúch ("Il trovatello")
- Ja+ja+ja = Ja ("Io+io+io = io"), op. 14 n. 2 (1932)
- Rozprávka zimného večera ("Fiaba di una sera d'inverno"), op. 24 (1935)

### Musica per la radio
- Herodes a Herodias ("Erode ed Erodiade")
- Sokrates ("Socrate") (1933)
- Ľudevít Štúr, op. 23 (1934)
- Milan Rastislav Štefánik, op. 20/a (1934)
- Svätopluk (1935)
- Hájnikova žena ("La donna del guardiacaccia") (1936)
- Ouvertura k Hájnikovej žene, ("Ouverture per La donna del guardiacaccia"), op. 31 (1936)
- Messer Leonardo, op. 30 (1936)
- Meteor (1936)

### Colonne sonore per film
- Ján Borodáč (V. Kubenko, V. Pavlovič) (1955)
- Žatva, op. 34 (Regia: J. Filkorn) (1942)
- Oživená hlina, op. 41 (1949)
- Na hornom toku (V. Kubenko) (1958)
- Milan Rastislav Štefánik, op. 20 (J. Sviták) (1934)
- Mladé srdcia, op. 49 (V. Kubásek) (1952)

## Riconoscimenti
- 1966 - Titolo di artista nazionale